# Эвольвентное зацепление

Зацепление двух цилиндрических зубчатых колес с эвольвентными внешними зубьями. z_{1} = 20, z_{2} = 50, α = 20°, x_{1} = x_{2} = 0, β = 0°, исходный контур по ГОСТ 13755-2015 (ISO 53:1998). Нижнее (зелёное) колесо является ведущим. Синим цветом показана рабочая (активная) часть линии зацепления, являющаяся геометрическим местом всех точек контакта зубьев. Точки контакта выделены жирными черными точками; видно, что одновременно в зацеплении может находиться либо одна пара, либо две пары зубьев (ε = 1,656). Показано, что общая нормаль к соприкасающимся профилям зубьев сохраняет своё положение в процессе зацепления и является общей касательной к основным окружностям (r_{b}_{1} и r_{b}_{2}), т. е. к эволютам соприкасающихся профилей зубьев.

Движение точки соприкосновения зубьев с эвольвентным профилем

Эвольвентное зацепление — зубчатое зацепление, в котором профили зубьев очерчены по эвольвенте окружности. Позволяет передавать движение с постоянным передаточным отношением.
Для этого необходимо чтобы зубья зубчатых колёс были очерчены по кривой, у которой общая нормаль, проведённая через точку касания профилей зубьев, всегда проходит через одну и ту же точку на межосевой линии, называемую полюсом зацепления. Полюс зацепления при этом делит межосевое расстояние в отношении, обратно пропорциональном отношению угловых скоростей колёс (по основной теореме зацепления).

## Построение эвольвентного зацепления
Способ приближённого построения эвольвентного зубчатого зацепления. Подходит для технических рисунков, построенных от руки или с помощью САПР.
Перед построением необходимо задать следующие размеры:
- высота ножки зуба {\displaystyle h_{f}} (на рис. обозначена a);
- высота головки зуба {\displaystyle h_{a}} (на рис. обозначена b);
- диаметр начальной окружности {\displaystyle d_{w}} (на рис. обозначен D);
- угол зацепления {\displaystyle \alpha } (на рис. обозначен φ);
- окружная толщина зуба st;
- радиус кривизны переходной кривой в граничной точке профиля ρf.

|  | 1. Изобразите начальную окружность (pitch circle) с диаметром D и центром шестерни O. Окружность показана красным цветом. 2. Изобразите окружность вершин зубьев (outside diameter) с центром в точке O с радиусом большим на высоту головки зуба(зелёного цвета). 3. Изобразите окружность впадин зубьев (root diameter) с центром в точке O с радиусом меньшим на высоту ножки зуба (голубого цвета).                                      |
|  | 1. Проведите касательную к начальной окружности (розовая). 2. В точке касания под углом φ проведите линию зацепления (line of action), оранжевого цвета. 3. Изобразите окружность, касательную к линии зацепления, с центром в точке O. Эта окружность является основной (base circle) и показана синим цветом. |
|  | 1. Отметьте точку A на окружности вершин зубьев. 2. На прямой соединяющие точки A и O отметьте точку B находящуюся на основной окружности. 3. Разделите расстояние AB на 3 части и отметьте точкой C полученное значение от точки A в сторону точки B на отрезке AB. |
|  | 1. От точки C проведите касательную к основной окружности. 2. В точке касания отметьте точку D. 3. Разделите расстояние DC на четыре части и отметьте точкой E полученное значение от точки D в сторону точки C на отрезке DC. |
|  | 1. Изобразите дугу окружности с центром в точке E, что проходит через точку C. Это будет часть одной стороны зуба (показана оранжевым цветом). 2. Изобразите дугу окружности с центром в точке пересечения стороны зуба и начальной окружности (на изображении дуга указана неверно)и радиусом, равным толщине зуба. Место пересечения с начальной окружностью (pitch circle) отметьте точкой F. Эта точка находится на другой стороне зуба. |
|  | 1. Изобразите скругление (fillet) между стороною зуба и окружностью впадин зубьев (root diameter). 2. Изобразите радиус профиля зуба — дугу окружности радиусом EC из точки F (отмечено темно зеленым). 3. Отметьте место пересечения радиуса профиля зуба с основной окружностью точкой G (точка G на изображении показана не верно) |
|  | 1. Изобразите радиус профиля зуба — дугу окружности радиусом EC из точки G — это другая сторона зуба. 2. Добавьте скругление у основания зуба к окружности впадин зубьев (как в предыдущем шаге) |
|  | 1. Зуб готов. Наружная окружность между двумя боковыми поверхностями – это вершина зуба. 2. Повторите операцию для каждого зуба. |

Перед построением эвольвентного зацепления необходимо рассчитать его геометрические параметры. Предположим, что даны числа зубьев колеса {\displaystyle z_{1}} и шестерни {\displaystyle z_{2}}, указан тип зацепления: нулевое, равносмещенное или неравносмещенное.
Сначала исходя из типа по таблицам или блокирующему контуру нужно выбрать коэффициенты смещения {\displaystyle x_{1}} и {\displaystyle x_{2}}.

## Стандартизация
В соответствии с принципом взаимозаменяемости ряд геометрических параметров эвольвентного зацепления стандартизован.
В России зубчатые колёса выбирают по числу зубьев {\displaystyle z} и модулю {\displaystyle m}, принимая следующие параметры за постоянные (по ГОСТ 13755-81):
1. высота головок зуба {\displaystyle h_{a}={h_{a}^{*}}\cdot m};
2. высота ножки зуба {\displaystyle h_{f}=({{h_{a}}^{*}}+c^{*})\cdot m};
3. подрезания нет, то есть {\displaystyle x_{1}=x_{2}=0} или угол зацепления {\displaystyle \alpha } равен основному углу зацепления {\displaystyle {\alpha }_{w}};
4. угол зацепления {\displaystyle {\alpha }=20} °;
5. коэффициент высоты головки зуба {\displaystyle {h_{a}^{*}}=1.0};
6. коэффициент радиального зазора {\displaystyle c^{*}=0.25}.

В США и Великобритании вместо модуля используется питч {\displaystyle p=25.4/m}, Питч — величина обратная модулю.